# チャック・グラスリー
チャールズ・アーネスト・グラスリー（英語: Charles Ernest Grassley、1933年9月17日 - ）は、アメリカ合衆国の政治家。1981年からアイオワ州選出の上院議員を務めている。2019年から2021年まで、2025年から上院仮議長を務めている。

## 経歴
1933年9月17日にアイオワ州ニューハートフォードに誕生する。共和党の一員であるグラスリーは、アイオワ州下院議員、アイオワ州選出連邦下院議員、同州選出連邦上院議員を歴任した。2019年1月3日にオリン・ハッチの上院任期が終了すると、グラスリーは上院の共和党議員の中で最も年長者となった。第116回アメリカ議会で上院仮議長に選出され、副大統領と下院議長に次ぐ大統領継承順位第3位となった。民主党が多数党となったことを受け2021年1月20日で退任。
2020年11月に旭日大綬章を受章した。